# Національний парк Семенік — Ущелина Карашулуй
Національний парк «Семенік — Ущелина Карашулуй» (рум. Parcul Naţional Semenic-Cheile Caraşului) — національний парк в Румунії, в західній частині Південних Крпат, на території повіту Караш-Северін. Парк складається з двох природоохоронних зон — гір Семенік та ущелини Карашулуй (Караської ущелини).

## Історія
Перша пропозиція щодо створення Національного парку «Семенік — ущелина Карашулуй» була зроблена в 1982 році. Територію парку було визнано захищеною територією Законом № 5 від 6 березня 2000 року.